# Liste der Kulturgüter in Bühler
Die Liste der Kulturgüter in Bühler enthält alle Objekte in der Gemeinde Bühler im Kanton Appenzell Ausserrhoden, die gemäss der Haager Konvention zum Schutz von Kulturgut bei bewaffneten Konflikten, dem Bundesgesetz vom 20. Juni 2014 über den Schutz der Kulturgüter bei bewaffneten Konflikten sowie der Verordnung vom 29. Oktober 2014 über den Schutz der Kulturgüter bei bewaffneten Konflikten unter Schutz stehen.
Objekte der Kategorie A sind im Gemeindegebiet nicht ausgewiesen, Objekte der Kategorie B sind vollständig in der Liste enthalten, Objekte der Kategorie C fehlen zurzeit (Stand: 1. Januar 2023). Unter übrige Baudenkmäler sind zusätzliche Objekte zu finden, die gemäss Angaben des kantonalen Denkmalschutzes als kommunale Kulturobjekte eingestuft wurden und nicht bereits in der Liste der Kulturgüter enthalten sind.

## Kulturgüter
| Foto |                                                              | Objekt                            | Kat. | Typ | Standort                            | Beschreibung |
| ---- | ------------------------------------------------------------ | --------------------------------- | ---- | --- | ----------------------------------- | --- |
| ja   | Datei hochladen · Wikidata zu Fabrikgebäude (Q29650425)      | Fabrikgebäude KGS-Nr.: 00401      | B    | G   | Austrasse 26 748286 / 249011        | Fabrikgebäude der Bleicherei in der Au. Das Hauptgebäude im Hintergrund wurde um 1800 erbaut, die Nebengebäude stammen aus den Jahren 1894 bis 1916. |
| ja   | Datei hochladen · Wikidata zu Reformierte Kirche (Q29650428) | Reformierte Kirche KGS-Nr.: 00404 | B    | G   | Oberdorf 2 750065 / 248849          | Reformierte Kirche, 1723 erbaut von Laurenz Koller und Jakob Grubenmann. Ein Südportal und Chorbogen wurden bei der Renovation von 1813-1814 durch Konrad Langenegger angefügt. Der Turm wurde durch Johannes Höhener 1828-1829 neu gebaut. Gesamtrenovationen erfolgten 1903 und 1952-1954, purifizierend von Hans Balmer. Eine Aussenrestaurierung wurde von Rohner & Gmünder 1987 vorgenommen. |
| ja   | Datei hochladen · Wikidata zu Ehemalige Schmiede (Q29650416) | Ehemalige Schmiede KGS-Nr.: 11290 | B    | G   | Gern 21 750333 / 249994             | Eine ehemalige Schmiede neben der alten Saumstrasse in Richtung Trogen. |
| ja   | Datei hochladen · Wikidata zu Bauernhaus (Q29650410)         | Bauernhaus KGS-Nr.: 11303         | B    | G   | Oberer Roggenhalm 3 750714 / 249770 | Im Giebeldach ist die Jahreszahl 1687 eingeschnitzt. |
| ja   | Datei hochladen · Wikidata zu Doppelheidenhaus (Q29650414)   | Doppelheidenhaus KGS-Nr.: 11304   | B    | G   | Chellenweid 2 749874 / 248397       | |
| ja   | Datei hochladen · Wikidata zu Bauernhaus (Q29650408)         | Bauernhaus KGS-Nr.: 14840         | B    | G   | Nord 72 748904 / 249188             | |
| ja   | Datei hochladen · Wikidata zu Fabrikgebäude (Q29650421)      | Fabrikgebäude KGS-Nr.: 14841      | B    | G   | Austrasse 23 748337 / 249015        | Dieses Gebäude gehört zum Areal der Fabrik am Rotbach und war ehemals eine Schreinerei. |
| ja   | Datei hochladen · Wikidata zu Fabrikgebäude (Q29650419)      | Fabrikgebäude KGS-Nr.: 14842      | B    | G   | Austrasse 25 748324 / 248990        | Dieses Gebäude gehört zum Areal der Fabrik am Rotbach und war ehemals eine Schmitte. |
| ja   | Datei hochladen · Wikidata zu Fabrikgebäude (Q29650423)      | Fabrikgebäude KGS-Nr.: 14843      | B    | G   | Austrasse 27 748315 / 248971        | Dieses Gebäude gehört zum Areal der Fabrik am Rotbach und war ehemals eine Remise. |

## Übrige Baudenkmäler
| ID  | Foto |                                                 | Objekt          | Typ | Standort                                         | Beschreibung |
| --- | ---- | ----------------------------------------------- | --------------- | --- | ------------------------------------------------ | --- |
| 7   | BW   | Datei hochladen                                 | Haus            | G   | Dorf 7 / Hinterdorf 1 750009 / 248879            | Das alte Trogener Rathaus von 1598 wurde 1842 an seiner heutigen Stelle über einem neuen Erdgeschoss wiedererrichtet. Dabei blieben die Gestaltung und Renovationsmerkmale von 1831/32 weitgehend erhalten, einschließlich der Dachneigung und Änderungen der Fensterreihen in den oberen Geschossen. Die Front ist durch toskanische Halbrundsäulen flankiert, und im Erd- und Kellergeschoss wurden sandsteinerne Türrahmen und Türen wiederverwendet. |
| 34  | BW   | Datei hochladen                                 | Haus            | G   | Dorf 34 / Oberdorf 4 750103 / 248851             | Ein spätklassizistisches Walmdachhaus aus geschindelter Riegelkonstruktion mit fünf Fensterachsen und einer zweisäuligen dorischen Vorhalle. Der Balkon darüber ist mit einem Eisengeländer und gekreuzten Kielbogen verziert. Klassizistische Details umfassen Rauten in Sandsteinplatten, Holzplatten unter den Fenstern, Volutenkonsolen und ein Zahnschnittfries. Erbaut 1873, zuletzt 1964–1966 renoviert. |
| 40  | BW   | Datei hochladen                                 | Haus            | G   | Dorf 40 / Dorfstrasse 12 750076 / 248824         | Das Anfang des 19. Jahrhunderts erbaute Fabrikantenhaus besitzt ein geschwungenes Satteldach, eine helle Holzverschalung mit Eckpilastern und ein reich verziertes Mittelportal. Auffällige Details sind das kunstvolle Oberlichtgitter, der Glockenstrang und ein geschmiedeter Lampenarm über dem Eingang. Innen finden sich Sandstein-Türgewände, verziertes Rokokoholz und eine elegante Treppe mit Nussbaumgeländer. Ein Raum des ersten Obergeschosses reicht ins benachbarte Haus, was auf einen Vorgängerbau hinweist. |
| 41  | BW   | Datei hochladen                                 | Haus            | G   | Dorf 41 / Dorfstrasse 10 750097 / 248822         | Das Fabrikantenhaus wurde im späten 18. Jahrhundert als Mansardgiebelhaus gebaut und bis 1843 zu einem viergeschossigen Walmdachhaus umgebaut. Es zeichnet sich durch ionische Pilaster, ein verziertes Mittelportal, ein kunstvolles Oberlichtgitter, dekorierte Fenster und klassizistische Türgewände mit Rokoko-Beschlägen aus. Im Inneren befinden sich barocke Sandstein-Türgewände, hölzerne Türen und ein elegantes Treppengeländer. Die Wohnstube hat ein Nußbaum-Wandtäfer und kunstvoll gestaltete Türen aus dem späten 18. Jahrhundert. |
| 49  | BW   | Datei hochladen                                 | Haus            | G   | Dorf 49 749866 / 248791                          | |
| 49  | BW   | Datei hochladen                                 | Garage          | G   | Dorf 49 / Hermoos 7.1 749857 / 248767            | Das um 1828 erbaute Gartenhaus Nr. 51 besteht aus einer Riegelkonstruktion mit verputzter Front und Schindelschirm an den übrigen Seiten. Das hervorstehende Walmdach wird von vier grau gestrichenen toskanischen Holzsäulen getragen, die eine Vorhalle bilden, ergänzt durch Wandpilaster. Zwischen den Säulen befinden sich eine Mitteltür und zwei Fenster mit Lünetten. Ein Triglyphenfries ziert das Traufgesims, und das Innere beeindruckt mit einem Spiegelgewölbe aus Gips. |
| 56  | BW   | Datei hochladen                                 | Altes Schulhaus | G   | Dorf 56 / Hermoos 1 749988 / 248790              | Das Gebäude besteht aus einer hufeisenförmigen Konstruktion mit drei Stockwerken, Schindelverkleidung und einem Walmdach im Stil von Typ B 10b. Die nördliche Hauptfassade zur Straße hin verfügt über sieben Fensterachsen, während die beiden südlich verlaufenden Flügel jeweils fünf Fensterachsen besitzen. Besonders bemerkenswert sind die großzügige Gestaltung, die durchdachte Aufteilung und die harmonischen Proportionen, die sich durch den stufenweisen Wechsel der Fensterhöhen – mittelhoch, hoch und niedrig – widerspiegeln. Das Gebäude hat zudem ein Mittelportal an der Südseite. Baujahr:1836                                                                                      |
| 64  | BW   | Datei hochladen                                 | Haus            | G   | Dorf 64 / Dorfstrasse 9/11/13/15 750082 / 248775 | Das Dorfzentrum erhielt 1854 mit den «Chodhüsern» (Nrn. 64/65 und 67/68), viergeschossigen Walmdachhäusern, einen neuen Fokus. Die Bauten verdanken ihren Namen den verputzten Trockenmauern aus Stein und Erde. Sie stehen am Dorfausgang nach Gais und umschließen zusammen mit alten Häusern und zwei quer stehenden Gebäuden einen geräumigen Platz. Weitere markante Bauprojekte folgten: Das Gasthaus zum Rößli erhielt 1864 ein Walmdach, das neue Pfarrhaus wurde 1872/73 errichtet, und der Bau der Straße nach Trogen ab 1865 führte zu einem Wandel im Ortsbild. Bis 1910 entstanden neue Gebäude wie das Postgebäude, heute Kantonalbank. Der Friedhof wurde 1872 verlegt und 1904 erweitert. |
| 65  | BW   | Datei hochladen                                 | Haus            | G   | Dorf 65 750088 / 248778                          | |
| 67  | BW   | Datei hochladen                                 | Haus            | G   | Dorf 67 750105 / 248781                          | Siehe Eintrag ID 64 |
| 68  | BW   | Datei hochladen                                 | Haus            | G   | Dorf 68 750116 / 248782                          | |
| 111 | ja   | Datei hochladen · Wikidata zu Haus (Q130168100) | Haus            | G   | Dorfstrasse 98 749501 / 248827                   | Das bestehende viergeschossige Doppelhaus mit Walmdach und Reihenfenstern entstand 1855 durch den Umbau von zwei Giebelhäusern. Es hat symmetrische Fronteingänge mit aufwendig verzierten Lärchenholztüren und Schwenkläden mit Diamantbuckelfüllungen. Eine vorgelagerte Terrasse mit einer doppelläufigen Freitreppe aus der gleichen Zeit komplettiert das Erscheinungsbild. |
| 140 | BW   | Datei hochladen                                 | Haus            | G   | Dorf 140 / Dorfstrasse 28 749954 / 248828        | Das 1839 erbaute klassizistische Walmdachhaus, gestaltet von Felix Wilhelm Kubly für den alt Landsfähnrich J. U. Sutter, wurde an der Stelle eines früheren Giebelhauses errichtet. Mit seinen Zierelementen, wie den Konsolgesimsen am Mittelportal und den Fenstern sowie den Volutenkonsolen am Traufgesims, erhält der verputzte Strickbau eine besondere dekorative Note. Bemerkenswert ist, dass das äußere Erscheinungsbild des Hauses im Originalzustand erhalten geblieben ist, wie eine historische Darstellung von Johann Ulrich Fitzi belegt. |
| 142 | BW   | Datei hochladen                                 | Gemeindehaus    | G   | Dorf 142 / Dorfstrasse 42 749894 / 248820        | Das Gebäude wurde um 1790 für den Fabrikanten Rudolf Binder erbaut und blieb bis zu seinem Tod 1815 in seinem Besitz. 1829 ging es in das Eigentum von Joh. Ulrich Sutter über. 1956 wurde es von dessen Urenkelin für 90'000 Franken an die Gemeinde verkauft, die 1957 drei Wohnungen einbauen ließ. Zwischen 1969 und 1970 erfolgte eine Renovation durch den Architekten Hans Ulrich Hohl, unterstützt von der Eidgenössischen Kommission für Denkmalpflege. |
| 143 | BW   | Datei hochladen                                 | Türmlihaus      | G   | Dorf 143 749891 / 248842                         | |
| 148 | BW   | Datei hochladen                                 | Haus            | G   | Dorf 148 749852 / 248827                         | |
| 186 | ja   | Datei hochladen · Wikidata zu Haus (Q130174774) | Haus            | G   | Bahnhofstrasse 12 749599 / 248794                | Das 1854–1856 erbaute klassizistische Fabrikantenhaus von Felix Wilhelm Kubly hat ein Walmdach, eine prägende Mittelachse mit Freitreppe, toskanischer Portalvorhalle, Balkon und Tempelgiebel sowie kunstvolle Details wie Konsolenfries und neugotische Eisengeländer. |

Legende: Siehe Legende der Liste der Kulturgüter von nationaler und regionaler Bedeutung. Anstelle der KGS-Nummer wird als Objekt-Identifikator (ID) die Gebäudenummer der kantonalen Denkmalpflege angegeben.